# دراما سعودية
الدراما السعودية هي الدراما التلفزيونية التي يتم إنتاجها في المملكة العربية السعودية، أو من قبل منتجين سعوديين. عرضت الدراما السعودية أولاً من خلال التلفزيون السعودي. ويعد مسلسل (الفارس الحمداني) أول إنتاج درامي سعودي يعرض عبر التلفزيون، أنتج من قبل تلفزيون الرياض في عام 1969. حتى العام 2018 بلغ الإنتاج الدرامي السعودي أكثر من 170 مسلسل، تعرض على التلفزيون السعودي وعلى مختلف القنوات العربية. يعتبر مسلسل (طاش ما طاش) أشهر المسلسلات السعودية، بدأ عرضه في عام 1993 حتى عام 2010. ومن أبرز المسلسلات السعودية في الفترة من 2016-2019 مسلسل (سيلفي)، (العاصوف)، (حارة الشيخ).

## تاريخ
يبدأ تاريخ الدراما السعودية التلفزيونية مع بدايات الستينات الميلادية من القرن العشرين تزامناً مع تأسيس التلفزيون السعودي الحكومي في ذلك الوقت، في عام 1969 عرض مسلسل (الفارس الحمداني)، وهو أول إنتاج درامي سعودي تم انتاجه من قبل تلفزيون الرياض، مثل فيه كل من عبد الرحمن الخريجي، خالد بوتاري، حمد الهذيل وعبد الهادي أحمد. ثم مسلسل (أصابع الزمن) الذي أنتج في عام 1982 من كتابة الكاتب والممثل السعودي محمد حمزة، وكتب غيره مسلسل (ليلة هروب) الذي عرض أيضا على شاشة التلفزيون السعودي عام 1989، وفي عام 1985 أنتج مسلسل (عودة عصويد) من قبل شركة إنتاج سعودية وعرض على التلفزيون السعودي، شارك في تمثيله ممثلون سعوديون وسوريون، اعتبر في ذلك الوقت أحد الإنتاجات المميزة. ومع ظهور الفضائيات السعودية الخاصة في بداية التسعينات مثل MBC وشبكة راديو وتلفزيون العرب، انتشرت الدراما السعودية عربيًا. في عام 1993 عرض مسلسل (طاش ما طاش) وهو دراما كوميدية واقعية سعودية، ومن خلاله بزر عدد من الممثلين السعوديين مازالوا حتى 2019 يشاركون في الأعمال الدرامية، أبرزهم الممثل عبدالله السدحان، ناصر القصبي، عبد الله المزيني، يوسف الجراح، ليلى السلمان، وجنات الرهبيني، فهد الحيان، وآخرون. يعتبر مسلسل (طاش ماطاش) من انجح المسلسلات السعودية وأشهرها في العالم العربي، عرضت منه 540 حلقة في 14 موسم. وقد طلبت مكتبة الكونجرس الأمريكي أجزاء من العمل لحفظه في أرشيف المكتبة. من أبرز المسلسلات السعودية مسلسلات (هوامير الصحراء)، (أسوار)، (السلطانة)، (لعبة الشيطان)،(المجهولة)، (سيلفي)، (العاصوف)، و (حارة الشيخ).

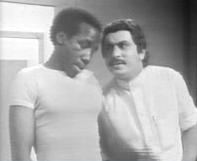
الممثلين السعوديين سعد خضر(يسار) ومحمد العلي (يمين) في مشهد من مسلسل أيام لا تنسى الذي بدأ عرضه عام 1974 على القناة السعودية الأولى.

## أبرز المشاكل
من أبرز المشكلات اللتي تعاني منها الدراما التلفزيونية السعودية هي عدم وجود كليات أو معاهد فنية تقوم بتدريس الفنون بمختلف أنواعها وخاصة الفنون المسرحية بطريقة أكاديمية تساهم بوجود جيل من الممثلين والمخرجين المحترفين تم تأسيسهم أكاديمياً  ، ومن المشكلات الأخرى هو نقص العنصر النسائي في الأعمال الدرامية السعودية وقلة عدد الممثلات التلفزيونيات السعوديات  ، وفي مرات سابقة كانت شرطة هيئة الأمر بالمعروف والنهي عن المنكر تقوم باقتحام مواقع التصوير وتحتجز بعض الممثلين والممثلات. وتعتبر قلة شركات الإنتاج المستقلة وبروز ظاهرة المنتج الممثل أحد أهم عوامل تقليل جودة العمل الدرامي السعودي، إلى جانب تكرار الأفكار في بعض الأعمال، والاقتصار على الكوميديا. كما تعد مشكلة النص أحد هذه العوامل، بسبب عدم وجود كتاب متفرغين للنصوص الدرامية، وضعف أجر كتاب النصوص، وتدخل بعض المنتجين في النصوص والتعديل عليها.